# Typhochlaena seladonia

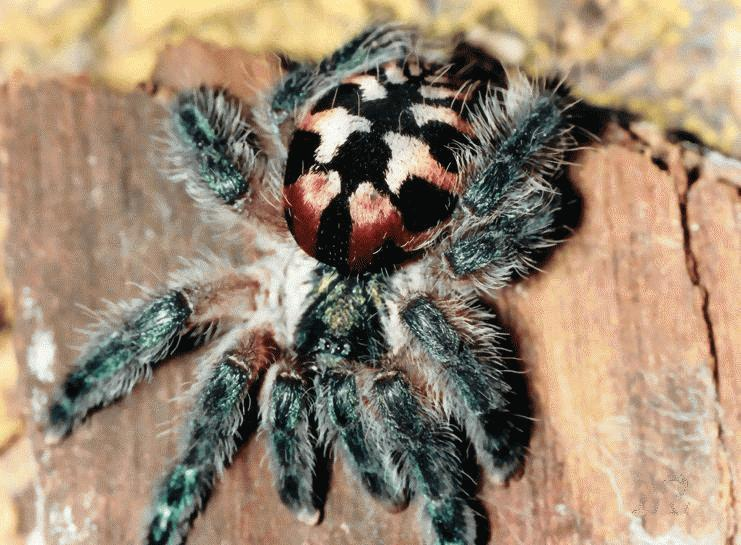
Typhochlaena seladonia (femelle)

Typhochlaena seladonia est une mygale de l'espèce type Typhochlaena et de la famille des Theraphosidae. Son mode de vie est arboricole. Elle fabrique une cachette sous l'écorce de l'arbre qu'elle a choisi, dans laquelle elle se dissimule.

## Taxonomie
T. seladonia a été décrite originellement par Carl Ludwig Koch, au Brésil en 1841, sous le nom de Mygale seladonia. En 1850, il changea son nom en Typhochlaena seladonia. Son nom changea à plusieurs reprises. En effet, Eugène Simon lui préféra Avicularia seladonia . En 1928, Candido Mello-Leitão la renomma Typhochlaena seladonia , mais Andrew Smith (en 1993) jugea le nom Iridopelma seladonia plus approprié. Lina Almeida-Silva préféra Iridopelma seladonium. Finalement, Rogèrio Bertani reprit définitivement l'appellation de Typhochlaena seladonia en 2012.

## Caractéristiques
La femelle Typhochlaena seladonia a de longues et minces spermathèques, réparties distalement et en spirales. Le mâle possède un très long embole. De plus, les deux sexes arborent un céphalothorax verdâtre, ainsi qu'un dos noir avec deux rangées de six points, la paire postérieure étant rougeâtre et toutes les autres jaunâtres.